# Prefectura de Salé
La prefectura de Salé es una de las prefecturas de Marruecos, parte de la región Rabat-Salé-Kénitra (hasta 2015 parte de Rabat-Salé-Zemur-Zaer). Tiene una superficie de 695 km² y 823.485 habitantes censados en 2004. 

## División administrativa
La prefectura de Salé consta de 5 barrios (arrondissement) de la ciudad de Salé y 2 comunas:

### Barrios
- Bab Lamrissa
- Bettana
- Hssaine
- Layayda
- Tabriquet

### Comunas
- Shoul
- Sidi Bouknadel